# Die Legende vom einsamen Ranger
Die Legende vom einsamen Ranger (Originaltitel: The Legend of the Lone Ranger) ist ein US-amerikanischer Western von William A. Fraker aus dem Jahr 1981. Der Film basiert auf der Hörspielreihe von 1933 und den folgenden Verfilmungen der Figuren von Fran Striker und George W. Trendle um den Lone Ranger. Seine Premiere feierte der Film in den USA am 22. Mai 1981.

## Handlung
Texas 1854, die Ranch der Reids wird von Banditen überfallen. Nur der zehnjährige Johnny überlebt. Durch seinen Freund, den Indianer Tonto wird Dan von seinem Stamm aufgenommen. Tonto und Johnny schließen Blutsbrüderschaft. Schließlich wird John von seinem älteren Bruder Dan abgeholt. Die Postkutsche, in der auch der mittlerweile erwachsene John reist, wird von der gefürchteten Cavendish Bande überfallen. John ist auf dem Weg zu seinem Bruder, der mittlerweile Captain bei den Texas Rangers ist. Als John verhindert, dass die Banditen den Kutscher töten, beeindruckt er die mitreisende Amy Striker. Von Dan erfährt John über Cavendish, der seine Bande wie eine Armee führt, selbst der Sheriff ist auf dessen Seite.
John tritt ebenfalls den Texas Rangers bei. Als Amys Onkel, der Zeitungsverleger Lucas von der Cavendish Bande getötet wird, nehmen die Ranger die Verfolgung auf. Der Ranger Collins verrät seine Gruppe und lockt sie in einen Hinterhalt. In einer Schlucht werden die Ranger brutal niedergemetzelt. Um keinen Verdacht auf den einzig Überlebenden zu erregen, verletzt Cavendish Collins ebenfalls. Tonto hat die Sache zufällig beobachtet, er erkennt in John seinen alten Freund und rettet ihm das Leben. Bei seinem Stamm pflegt er John gesund und bringt ihm das Schießen bei. Da John kein besonders guter Schütze ist, gibt Tonto ihm Kugeln aus Silber, durch deren Flugverhalten trifft John damit zielsicher. Als John einen wilden Hengst aus einer Grube rettet, wird dieser nach kurzer Zeit zu seinem treuen Begleiter Silver. Letztlich schwört John nun für Recht und Gesetz zu kämpfen und legt als letzter einsamer Ranger eine Maske an.
Zunächst versucht der Ranger den Aufenthalt Cavendishs durch den abtrünnigen Ranger Collins zu erfahren. In einer Taverne zeigt er dem Verräter das Ranger Abzeichen seines Bruders. Bevor Collins etwas sagen kann, wird er aus dem Hinterhalt erschossen. Der sofort anwesende Sheriff verhaftet den vor dem Gebäude wartenden Tonto als vermeintlichen Mörder. Als dieser gehängt werden soll, rettet der Ranger ihn, indem er das Seil durchschießt und mit ihm flüchtet.
Der amerikanische Präsident Grant reist in Begleitung von Buffalo Bill, General Custer und Wild Bill Hickok in einem Zug durch Texas um Büffel zu jagen. Indem Cavendish den Waggon des Präsidenten unbemerkt abkoppeln lässt gelingt es ihm Grant in seine Gewalt zu bringen. Er will den Präsidenten dazu bringen ihm Texas zu überschreiben. Mit Hilfe der anderen Western Helden retten der Lone Ranger und Tonto den Präsidenten. Den fliehenden Cavendish kann der Ranger stellen und übergibt ihn an die Behörden.

## Hintergrund
Die Rolle des Zeitungsverlegers Lucas Striker wird von John Hart gespielt. Dieser hat bereits 1950 in zwei Folgen der Fernsehserie The Lone Ranger mitgewirkt und ab 1952 für 52 Folgen den Lone Ranger verkörpert.
Für die Hauptrolle des Lone Rangers wurde der weitestgehend unbekannte Schauspielanfänger Klinton Spilsbury besetzt. Der gutaussehende Spilsbury galt den Produzenten als optisch perfekte Besetzung für den Lone Ranger, doch stellte er sich nach Ansicht vieler Beteiligter während der Dreharbeiten als schauspielerisch wenig talentiert heraus. Die Filmemacher hielten wenig von seiner Stimme und ließen schließlich seine ganzen Dialoge vom Schauspieler James Keach synchronisieren. Zudem soll Spilsbury mit arrogantem Verhalten am Filmset und Eskapaden bei nächtlichen Ausflügen in Hollywood für viel Ärger gesorgt haben. Ein für die Publicity geführtes Interview von Andy Warhol mit Spilsbury ging nach hinten los, als dieser darin im betrunkenen Zustand über einige homosexuelle Affären berichtete, was keineswegs den damaligen Vorstellungen eines Kino-Westernstars entsprach. Für Spilsbury blieb es nach dem Flop des Films die einzige größere Filmrolle.
Weiteren Ärger gab es zwischen Produzent Jack Wrather und Clayton Moore, dem Hauptdarsteller der 1950er-Jahre-Fernsehserie The Lone Ranger. Moore tourte in den 1970er-Jahren als Lone Ranger quer durch die Vereinigten Staaten und absolvierte in dieser Rolle öffentliche Auftritte, beispielsweise in Kinderkrankenhäusern und auf Jahrmärkten. Für viele Amerikaner war er immer noch die Verkörperung des Lone Rangers. Wrather empfand den herumtourenden und Fernsehnostalgie erweckenden Mittsechsziger Moore als nachteilig bei seinem Versuch, aus dem Lone Ranger einen modernen, frischen Kinohelden zu machen. Da Wrather sich die Rechte an der Figur gesichert hatte, untersagte er Moore öffentliche Auftritte als Lone Ranger. Der Großteil der Lone Ranger-Fans und auch der amerikanischen Öffentlichkeit fanden Wrathers Handlungen unsympathisch, viele mieden den neuen Lone-Ranger-Film aus Protest über die Behandlung von Clayton Moore.
Der Titelsong The Man In The Mask wird von Merle Haggard gesungen.

## Rezeption
An den Kinokassen wurde der Film, der ein Budget von 18 Millionen US-Dollar hatte, mit einem Einspielergebnis von nur 12 Millionen US-Dollar zu einem Flop. Der Filmdienst beschreibt den Film als völlig misslungenen Versuch, die beliebten Helden für die Leinwand zu reaktivieren. Die Handlung wird als „zu Brutal“, die Geschichte als „zu langweilig“ und die Hauptrolle als „miserabel gespielt“ bezeichnet. Cinema bezeichnete den „Aufguss des B-Kults“ als „kalten Kaffee“.
Auch beim englischsprachigen Kritikerportal Rotten Tomatoes gaben nur 39 % der Zuschauer dem Film eine positive Bewertung.

## Auszeichnungen und Nominierungen
| Preis            | Kategorie                  | Person             | Resultat  |
| ---------------- | -------------------------- | ------------------ | --------- |
| Goldene Himbeere | Schlechtester Schauspieler | Klinton Spillsbury | Gewonnen  |
| Goldene Himbeere | Schlechtester Newcomer     | Klinton Spillsbury | Gewonnen  |
| Goldene Himbeere | Schlechteste Filmmusik     | John Barry         | Gewonnen  |
| Goldene Himbeere | Schlechtester Film         | William A. Fraker  | Nominiert |
| Goldene Himbeere | Schlechtester Film         | Walter Coblenz     | Nominiert |
| Goldene Himbeere | Schlechtester Song         | John Barry         | Nominiert |
| Goldene Himbeere | Schlechtester Song         | Dean Pitchford     | Nominiert |